# Japonska Formula 2000 sezona 1976
Japonska Formula 2000 sezona 1976 je bila četrto prvenstvo Japonske Formule 2000, ki je potekalo med 3. marcem in 7. novembrom 1976. 

## Koledar dirk
| Št | Dirkališče | Država   | Datum         | Krogi | Razdalja       | Čas      | Hitrost | Zmagovalec                     | Pole              | Najh. krog        |
| -- | ---------- | -------- | ------------- | ----- | -------------- | -------- | ------- | ------------------------------ | ----------------- | ----------------- |
| 1  | Fuji       | Japonska | 3. marec      | 35    | 4.360=152,6 km | 54'50.62 |         | Noritake Takahara              | Kazuyoshi Hoshino |                   |
| 2  | Suzuka     | Japonska | 23. marec     | 20    | 6.000=120 km   | 47'21.9  |         | Noritake Takahara              | Noritake Takahara | Noritake Takahara |
| 3  | Fuji       | Japonska | 8. avgust     | 35    | 4.360=152,6 km | 46'31.61 |         | Kazuyoshi Hoshino              | Kazuyoshi Hoshino | Kazuyoshi Hoshino |
| 4  | Suzuka     | Japonska | 26. september | 25    | 6.000=150 km   | 50'47.8  |         | Kazuyoshi Hoshino              | Nahoiro Fujita    |                   |
| 5  | Suzuka     | Japonska | 7. november   | 25    | 6.000=150 km   | 50'01.7  |         | Jacques Laffite Nahoiro Fujita | Kazuyoshi Hoshino | Jacques Laffite   |

## Rezultati

### Dirkači
| Mesto | Dirkač               | Država   | Moštvo                    | Šasija | Motor      | Japonska | Japonska | Japonska | Japonska | Japonska | Točke |  |
| ----- | -------------------- | -------- | ------------------------- | ------ | ---------- | -------- | -------- | -------- | -------- | -------- | ----- |  |
| 1     | Noritake Takahara    | Japonska | Takahara Racing           | Nova   | BMW        | 20       | 15       | 12       | 4        | 15       | 66    |  |
| 2     | Masahiro Hasemi      | Japonska | Kojima Engineering        | March  | BMW        | 10       | -        | 15       | 15       | 12       | 52    |  |
| 3     | Nahoiro Fujita       | Japonska | Team Phoenix              | Nova   | BMW        | 0        | 12       | 0        | 10       | 20       | 42    |  |
| 4     | Kazuyoshi Hoshino    | Japonska | Heroes Racing Corporation | March  | BMW        | 0        | -        | 20       |          |          | 40    |  |
| 4     | Kazuyoshi Hoshino    | Japonska | Heroes Racing Corporation | Nova   | BMW        |          |          |          | 20       | -        | 40    |  |
| 5     | Kenji Takahashi      | Japonska | Tomei Jidousya            | March  | BMW        | 8        | 10       | 0        | 0        | 10       | 28    |  |
| 6     | Kunimitsu Takahashi  | Japonska | Sakai Racing Team         | March  | BMW        | 0        | -        | 10       | 12       | 0        | 22    |  |
| 7     | Hiroshi Fushida      | Japonska | Enkei Racing Team         | March  | BMW        | 6        | 4        | 4        | 2        | 4        | 20    |  |
| 8     | Nahoshi Sugizaki     | Japonska |                           | March  | BMW        | -        | -        | 8        | 8        | -        | 16    |  |
| 9     | Naoki Nagasaki       | Japonska | Heroes Racing Corporation | March  | BMW        | 15       | 0        | -        | -        | -        | 15    |  |
| 10    | Kuniomi Nagamatsu    | Japonska | Astron Racing             | March  | Mitsubishi | 12       | -        | 0        | 0        | 0        | 12    |  |
| 11    | Masami Kuwashima     | Japonska | Sakai Racing Team         | March  | BMW        | -        | 8        | -        | -        | -        | 8     |  |
|       | Moto Kitano          | Japonska | Kojima Engineering        | March  | Nissan     | -        | -        | -        | -        | 8        | 8     |  |
| 13    | Osamu Rikimi         | Japonska |                           | March  | BMW        | -        | 6        | 1        | -        | -        | 7     |  |
| 14    | Kenji Tohira         | Japonska | Kojima Engineering        | March  | BMW        | -        | 6        | -        | -        | -        | 6     |  |
|       | Nico Nicole          | Nemčija  | JAX Racing Team           | March  | BMW        | -        | -        | -        | 6        | 0        | 6     |  |
|       | Tomohiko Tsutsumi    | Japonska | Commodore Racing          | March  | BMW        | -        | -        | -        | -        | 6        | 6     |  |
| 17    | Norimitsu Urushibara | Japonska | Urushibara Racing         | March  | BMW        | 0        | -        | 3        | -        | -        | 3     |  |
|       | Keiji Matsumoto      | Japonska | Matsumoto Racing Union    | March  | BMW        | -        | 0        | -        | 3        | 0        | 3     |  |
|       | Testu Izukawa        | Japonska | Testu Racing              | March  | BMW        | -        | -        | -        | -        | 3        | 3     |  |
| 19    | Jirou Yoneyama       | Japonska | Hickock Racing Team       | March  | BMW        | -        | 0        | 2        | 0        | 0        | 2     |  |